# Doge und Dogaresse
Doge und Dogaresse ist eine Erzählung von E. T. A. Hoffmann, die im Sommer 1817 entstand und im Herbst 1818 im „Taschenbuch für das Jahr 1819. Der Liebe und Freundschaft gewidmet“ bei den Gebrüdern Wilmans in Frankfurt am Main von Dr. Stephan Schütze herausgegeben wurde. 1819 erschien der Text im dritten Abschnitt des zweiten Bandes der Sammlung „Die Serapionsbrüder“ bei G. Reimer in Berlin.

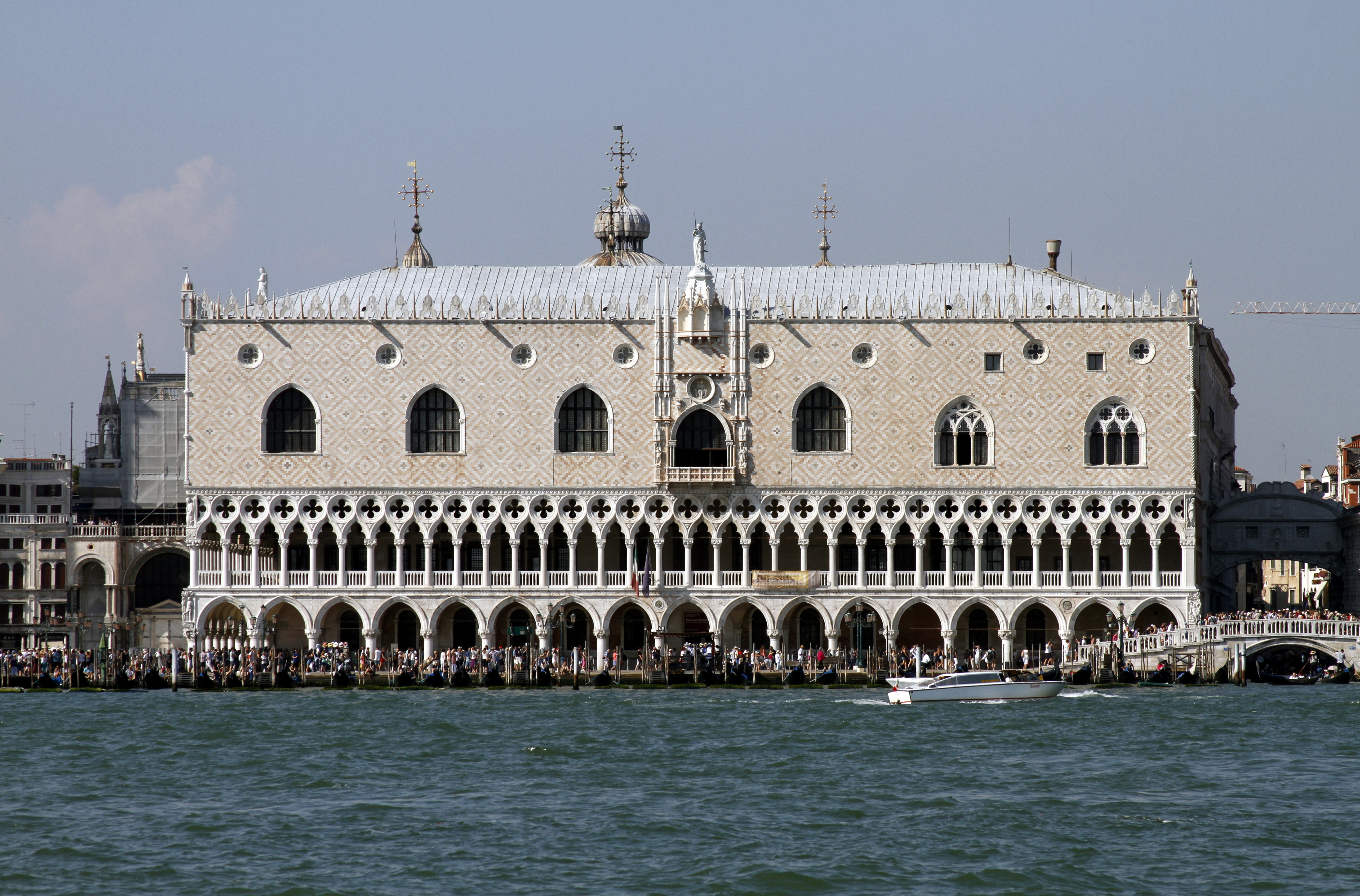
Der Dogenpalast in Venedig

## Form

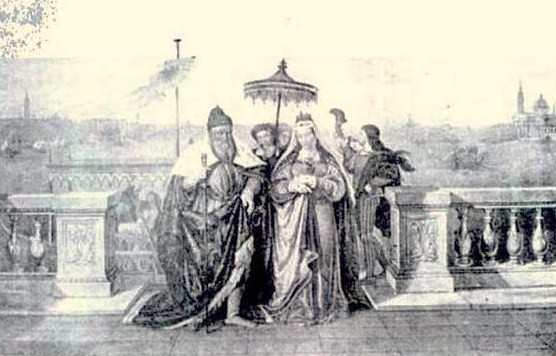
Carl Wilhelm Kolbe d. J.: Doge und Dogaresse, 1816

Der Serapionsbruder Ottmar (Julius Eduard Hitzig) liest aus seinem Manuskript vor. Zwei parallel laufende Handlungsstränge, diese enthalten einmal die Liebesgeschichte des Antonio alias Anton Dalbirger und auch noch die Geschichte der Regentschaft des Dogen Marino Falieri, werden schließlich zusammengeführt. Gleichsam als Rahmen fungiert der zweimalige Verweis auf das Ölgemälde „Doge und Dogaresse“ von Carl Wilhelm Kolbe. E. T. A. Hoffmann sah es im September 1816 in der Akademie der Künste. Eine Schwarz-Weiß-Reproduktion des Bildes findet sich in der verwendeten Ausgabe nach der S. 1199 als Abb. 4. E. T. A. Hoffmann verweist auf eine seiner Quellen – Johann Friedrich LeBret: „Staatsgeschichte der Republik Venedig, von ihrem Ursprunge bis auf unsere Zeiten“ (1769–1777).
Eine geradezu tragende Rolle spielt an mehreren Textstellen das furchterregende Meer vor Venedig. Zum Beispiel als das Liebespaar Antonio und Annunziata am Textende zusammen mit Margaretha darin untergeht, schreibt E. T. A. Hoffmann: „»O mein Antonio! – o meine Annunziata!« So riefen sie des Sturms nicht achtend, der immer entsetzlicher tobte und brauste. Da streckte das Meer, die eifersüchtige Witwe des enthaupteten Falieri, die schäumenden Wellen wie Riesenarme empor, erfaßte die Liebenden und riß sie samt der Alten hinab in den bodenlosen Abgrund!“
Textgestalt: Absätze sind eine Seltenheit. Anführungszeichen werden vom Autor (wie auch in seinen anderen Arbeiten beobachtbar) nach Lust und Laune gesetzt oder weggelassen. Trotzdem ist die Erzählung lesbar. E. T. A. Hoffmanns Stil erscheint als flüssig und erreicht stellenweise beinahe poetische Höhe.

## Handlung
Im Spätsommer 1354, ausgerechnet als der genuesische Admiral Paganino Doria vor Venedig kreuzt, stirbt der Doge. Marino Bodoeri, der älteste Rat, schlägt seinen alten Freund, den 80-jährigen, gerade in Avignon weilenden Marino Falieri erfolgreich als Nachfolger vor.
Vor den Säulen des Dogenpalastes liegend, fühlt Antonio, ein im Hafen zusammengeschlagener junger Lastenträger, sein Ende nahen. Ein altes, kicherndes Bettelweib, das Antonio – alias Anton aus Augsburg – kennt, richtet den vermeintlich Sterbenden auf. Im Golf von Venedig stürmt während der Rückkehr des Marino Falieri die See. Antonio, von den Salben des Bettelweibes wiedererweckt, springt in einen „geringen Fischerkahn“ und rettet den in Seenot geratenen neuen Dogen aus seinem prächtigen Bucintoro. Ein böses Omen begleitet die Ankunft des neuen Herrschers. In der Eile wird Marino Falieri auf einem Weg durch jene zwei Säulen geführt, den gewöhnlich Straftäter vor ihrer Hinrichtung passieren müssen. In dem Palast schenkt der Doge seinem Retter dreitausend Zechinen. Damit ist für Marino Falieri dieser Fall erledigt. Zwar hat er eigentlich nur Sorgen, doch das neue Amt bringt dem Greis auch eine Annehmlichkeit. Marino Bodoeri führt dem Junggesellen seine 19-jährige Nichte, die Jungfrau Annunziata, als Eheweib zu. Die blutjunge Gattin mit dem engelsreinen Gemüt wird von den jungen Venezianern, allen voran Michaele Steno, heftig begehrt. Der eifersüchtige Doge geht gegen den Heißsporn vor. Zum Giovedi grasso zelebriert Antonio überm Markusplatz den akrobatisch-riskanten Engelsflug, überreicht auf dem Höhepunkt der gefährlichen Luftfahrt Annunziata einen Blumenstrauß und nennt die Schöne bei ihrem Namen. Fortan sind Antonio und Annunziata ein Liebespaar. Verkleidet nähert sich Antonio der holden Geliebten und wird von dem Bettelweib – gleichsam in einem Anamnese-Prozedere – mit seiner vergessenen Herkunft und Vergangenheit wieder bekanntgemacht. Das Bettelweib ist seine alte Amme und Pflegerin, die treue Margaretha, Tochter eines Wundarztes. Antonios Mutter war während seiner Geburt gestorben. Antonios Vater, ein reicher Augsburger Kaufmann, war als Falschmünzer verleumdet und in Venedig hingerichtet worden. Margaretha hatte Antonio bei dem „edlen Venezianer“ Bertuccio Nenolo auf einem Landhause bei Treviso untergebracht. Dort war der Junge zusammen mit Nenolos Tochter Annunziata aufgewachsen.
Der Doge stellt sich an die Spitze einer Verschwörung wider die Signorie. Er will souveräner Herzog von Venedig, sprich Alleinherrscher, werden. Bertuccio Nenolo gewinnt Antonio als Verschwörer. Das Unternehmen scheitert. Die Signorie lässt die Verschwörer, unter ihnen Marino Bodoeri sowie Bertuccio Nenolo, erdrosseln und den Dogen vor seinem Palast enthaupten. Auf der Flucht in einer Barke nach Chiozza kommen Annunziata, Antonio und Margaretha auf hoher See um.

## Rezeption
19. Jahrhundert
- Konrad Schwenck[11] nennt den Text 1823 „geschraubt und seelenlos“.
- Franz Kugler[12] schrieb 1847 ein gleichnamiges Drama.

Neuere Äußerungen
- E. T. A. Hoffmann bemühe Klischees[13], karikariere die Ärzteschaft[14] und schreibe trivial[15].
- Die alchemistischen und mesmerismischen Passagen, die Heilerin und Visionärin Margaretha betreffend, habe sich der phantasievolle E. T. A. Hoffmann an Gotthilf Heinrich von Schuberts „Ansichten von der Nachtseite der Naturwissenschaft“ (Arnoldische Buchhandlung Dresden 1808) angelehnt.[16] Schubertsche Lebens- und Sterbens-Ansicht habe der Autor, so Heimes, auch bei der Darstellung des gemeinsamen Todes des Liebespaares proklamiert.[17] Im Rahmen oben genannter Anamnese behandele Margaretha – modern gesagt – einen Ödipuskomplex bei Antonio.[18]
- Heimes[19] nennt weiterführende Arbeiten: Dieterele[20] (Marburg 1988), Klier[21] (Hoffmann-Jahrbuch 1999, S. 29) und Neumann[22] (Bild und Schrift in der Romantik, Würzburg 1999, S. 107). Feldt (zitiert bei Kaiser, S. 84, 3. Z.v.o.) bespricht die Novelle 1982 ausführlicher.

### Die Erstausgabe in den Serapionsbrüdern
- Doge und Dogaresse in: Die Serapionsbrüder. Gesammelte Erzählungen und Mährchen. Herausgegeben von E. T. A. Hoffmann. Zweiter Band. Berlin 1819. Bei G. Reimer. 614 S.[23]

### Verwendete Ausgabe
- E. T. A. Hoffmann: Doge und Dogaresse S. 429–483 in: Wulf Segebrecht (Hrsg.): E. T. A. Hoffmann: Die Serapions-Brüder. Deutscher Klassiker Verlag im Taschenbuch. Bd. 28. Frankfurt am Main 2008, ISBN 978-3-618-68028-4 (entspricht: Bd. 4 in: Wulf Segebrecht (Hrsg.): „E. T. A. Hoffmann: Sämtliche Werke in sieben Bänden“, Frankfurt am Main 2001)

### Sekundärliteratur
- Gerhard R. Kaiser: E. T. A. Hoffmann. Metzler, Stuttgart 1988, ISBN 3-476-10243-2. (Sammlung Metzler; 243; Realien zur Literatur)
- Gerhard Schulz: Die deutsche Literatur zwischen Französischer Revolution und Restauration. Teil 2. Das Zeitalter der Napoleonischen Kriege und der Restauration: 1806–1830. C. H. Beck, München 1989, ISBN 3-406-09399-X.
- Alexandra Heimes: Doge und Dogaresse. S. 298–303 in: Detlef Kremer (Hrsg.): E. T. A. Hoffmann. Leben – Werk – Wirkung. Walter de Gruyter, Berlin 2009, ISBN 978-3-11-018382-5.
- Ingo Müller: Die Rezeption E.T.A. Hoffmanns in der klassischen Musik des 19. bis 21. Jahrhunderts. In: “Unheimlich Fantastisch – E.T.A. Hoffmann 2022”. Begleitbuch zur Ausstellung der Staatsbibliothek Berlin in Zusammenarbeit mit dem Deutschen Romantik-Museum Frankfurt a. M. und der Staatsbibliothek Bamberg, hg. von Benjamin Schlodder, Christina Schmitz, Bettina Wagner und Wolfgang Bunzel, Leipzig 2022, ISBN 3-95905-573-0, S. 315–322.

## Anmerkung
1. ↑  Margaretha, so der Name des Bettelweibs, sieht aus wie Neunzig, ist aber erst Fünfzig. Ihre Künste als Wundheilerin hatten den Neid der Ciarlatani auf dem Markusplatz, dem Rialto und der Zecca auf sich gezogen. Nach ihrer Verhaftung durch die abergläubischen Venezianer war sie von einem geistlichen Gericht den Folterknechten überantwortet und grausam entstellt worden. Dank eines Erdbebens hatte sich ihre Gefängnistür geöffnet.